# Titanic (soundtrack)
Titanic is de naam van het soundtrackalbum dat hoort bij de gelijknamige film Titanic uit 1997 van regisseur James Cameron. Oorspronkelijk wilde regisseur Cameron Enya hebben voor de muziek, en hij maakte een ruwe montage van de film met al bestaande muziek van Enya erbij om te zien wat het resultaat ervan zou zijn. Enya weigerde echter en James Horner werd vervolgens aangetrokken. Cameron had al sinds Aliens uit 1986 geen muziek van Horner meer gebruikt, maar toen hij Horners muziek hoorde bij de film Braveheart raakte hij opnieuw geïnteresseerd. Horner componeerde uiteindelijk een soundtrack met in gedachte de stijl van Enya's muziek. Volgens velen vertonen het nummer "Book of Days" van Enya en bepaalde fragmenten uit de Titanic-soundtrack veel overeenkomsten. Book of Days werd overigens al eerder gebruikt in de film Far and Away uit 1992. Sissel Kyrkjebø zorgde voor het stemgeluid in de soundtrack.
Céline Dion, voor wie filmmuziek geen vreemdeling was in de jaren 90, zong "My Heart Will Go On" voor de soundtrack, het bekendste nummer van de film en het album. Het nummer werd geschreven door James Horner en Will Jennings. Aanvankelijk wilde Cameron enkel instrumentale muziek (in ieder geval zonder echte zang) voor zijn film, maar hij bedacht zich nadat Horner hem het nummer presenteerde. Uiteindelijk zou "My Heart Will Go On" een Oscar winnen, en wereldwijd belandde het nummer in de hitlijsten.
Onder de andere artiesten die werden uitgenodigd om mee te werken aan de soundtrack bevond zich ook Michael W. Smith. Hij stuurde voor de film het liedje "In My Arms Again" in, dat uiteindelijk niet in de film en op het album belandde, maar wel werd uitgebracht op zijn eigen cd Live the Life uit 1998.
De cd van de soundtrack is tot op heden het bestverkochte orkestrale filmmuziekalbum uit de geschiedenis, en leidde tot een tweede album, "Back To Titanic", met muziek die niet op het oorspronkelijke album stond en nieuwe muziek geïnspireerd door de muziek uit de film. In één nummer is Enya's zus Máire Brennan te beluisteren.
In Nederland stond het album in 1999 drie weken op nummer 1 in de Album Top 100, terwijl Back to Titanic de elfde plaats bereikte. Ook in de Britse en Amerikaanse albumlijsten haalde het oorspronkelijke soundtrackalbum de eerste plaats. De soundtrack won zowel een Oscar als een Golden Globe voor beste muziek, terwijl My Heart Will Go On een Oscar won voor beste filmsong. In 1999 won het nummer vier Grammy Awards, onder meer voor Record of the Year en Song of the Year.

## Tracklijst
Lijst van nummers op het album, met de lengte in minuten en seconden:
1. "Never an Absolution" – 3:03
2. "Distant Memories" – 2:23
3. "Southampton" – 4:01 - te horen in de film wanneer de Titanic in de haven ligt, klaar om te vertrekken
4. "Rose" – 2:52 - vertoont grote gelijkenissen met "My Heart Will Go On", is echter instrumentaal
5. "Leaving Port" – 3:26
6. "Take Her to Sea, Mr. Murdoch" – 4:31
7. "Hard to Starboard" – 6:52
8. "Unable to Stay, Unwilling to Leave" – 3:56 - een verkort deel is ook te horen aan het eind van de film (Rose dream)
9. "The Sinking" – 5:05
10. "Death of Titanic" – 8:26
11. "A Promise Kept" – 6:02
12. "A Life So Changed" – 2:13
13. "An Ocean of Memories" – 7:57
14. "My Heart Will Go On" – 5:10 - met Céline Dion
15. "Hymn to the Sea" – 6:25

## Hitnoteringen

### NederlandseAlbum Top 100
| Hitnotering: 07-02-1998 t/m 28-11-1998 | Hitnotering: 07-02-1998 t/m 28-11-1998 | Hitnotering: 07-02-1998 t/m 28-11-1998 | Hitnotering: 07-02-1998 t/m 28-11-1998 | Hitnotering: 07-02-1998 t/m 28-11-1998 | Hitnotering: 07-02-1998 t/m 28-11-1998 | Hitnotering: 07-02-1998 t/m 28-11-1998 | Hitnotering: 07-02-1998 t/m 28-11-1998 | Hitnotering: 07-02-1998 t/m 28-11-1998 | Hitnotering: 07-02-1998 t/m 28-11-1998 | Hitnotering: 07-02-1998 t/m 28-11-1998 | Hitnotering: 07-02-1998 t/m 28-11-1998 | Hitnotering: 07-02-1998 t/m 28-11-1998 | Hitnotering: 07-02-1998 t/m 28-11-1998 | Hitnotering: 07-02-1998 t/m 28-11-1998 | Hitnotering: 07-02-1998 t/m 28-11-1998 | Hitnotering: 07-02-1998 t/m 28-11-1998 | Hitnotering: 07-02-1998 t/m 28-11-1998 | Hitnotering: 07-02-1998 t/m 28-11-1998 | Hitnotering: 07-02-1998 t/m 28-11-1998 | Hitnotering: 07-02-1998 t/m 28-11-1998 | Hitnotering: 07-02-1998 t/m 28-11-1998 | Hitnotering: 07-02-1998 t/m 28-11-1998 |
| Week:                                  | 1                                      | 2                                      | 3                                      | 4                                      | 5                                      | 6                                      | 7                                      | 8                                      | 9                                      | 10                                     | 11                                     | 12                                     | 13                                     | 14                                     | 15                                     | 16                                     | 17                                     | 18                                     | 19                                     | 20                                     | 21                                     | 22                                     |
| -------------------------------------- | -------------------------------------- | -------------------------------------- | -------------------------------------- | -------------------------------------- | -------------------------------------- | -------------------------------------- | -------------------------------------- | -------------------------------------- | -------------------------------------- | -------------------------------------- | -------------------------------------- | -------------------------------------- | -------------------------------------- | -------------------------------------- | -------------------------------------- | -------------------------------------- | -------------------------------------- | -------------------------------------- | -------------------------------------- | -------------------------------------- | -------------------------------------- | -------------------------------------- |
| Positie:                               | 22                                     | 8                                      | 3                                      | 2                                      | 1                                      | 2                                      | 5                                      | 2                                      | 1                                      | 1                                      | 2                                      | 2                                      | 4                                      | 3                                      | 4                                      | 9                                      | 10                                     | 4                                      | 2                                      | 3                                      | 6                                      | 13                                     |
| Week:                                  | 23                                     | 24                                     | 25                                     | 26                                     | 27                                     | 28                                     | 29                                     | 30                                     | 31                                     | 32                                     | 33                                     | 34                                     | 35                                     | 36                                     | 37                                     | 38                                     | 39                                     | 40                                     | 41                                     | 42                                     | 43                                     |                                        |
| Positie:                               | 17                                     | 25                                     | 21                                     | 28                                     | 47                                     | 58                                     | 68                                     | 62                                     | 63                                     | 66                                     | 74                                     | 51                                     | 39                                     | 72                                     | 75                                     | 58                                     | 39                                     | 47                                     | 69                                     | 72                                     | 91                                     | uit                                    |

### VlaamseUltratop 200Albums
| Hitnotering: (Week 1 t/m 38) 24-01-1998 t/m 10-10-1998 Hitnotering: (Week 39 t/m 41) 24-10-1998 t/m 07-11-1998 Hitnotering: (Week 42 t/m 43) 21-04-2012 t/m 28-04-2012 Hitnotering: (Week 44 t/m 45) 19-05-2012 t/m 25-05-2012 | Hitnotering: (Week 1 t/m 38) 24-01-1998 t/m 10-10-1998 Hitnotering: (Week 39 t/m 41) 24-10-1998 t/m 07-11-1998 Hitnotering: (Week 42 t/m 43) 21-04-2012 t/m 28-04-2012 Hitnotering: (Week 44 t/m 45) 19-05-2012 t/m 25-05-2012 | Hitnotering: (Week 1 t/m 38) 24-01-1998 t/m 10-10-1998 Hitnotering: (Week 39 t/m 41) 24-10-1998 t/m 07-11-1998 Hitnotering: (Week 42 t/m 43) 21-04-2012 t/m 28-04-2012 Hitnotering: (Week 44 t/m 45) 19-05-2012 t/m 25-05-2012 | Hitnotering: (Week 1 t/m 38) 24-01-1998 t/m 10-10-1998 Hitnotering: (Week 39 t/m 41) 24-10-1998 t/m 07-11-1998 Hitnotering: (Week 42 t/m 43) 21-04-2012 t/m 28-04-2012 Hitnotering: (Week 44 t/m 45) 19-05-2012 t/m 25-05-2012 | Hitnotering: (Week 1 t/m 38) 24-01-1998 t/m 10-10-1998 Hitnotering: (Week 39 t/m 41) 24-10-1998 t/m 07-11-1998 Hitnotering: (Week 42 t/m 43) 21-04-2012 t/m 28-04-2012 Hitnotering: (Week 44 t/m 45) 19-05-2012 t/m 25-05-2012 | Hitnotering: (Week 1 t/m 38) 24-01-1998 t/m 10-10-1998 Hitnotering: (Week 39 t/m 41) 24-10-1998 t/m 07-11-1998 Hitnotering: (Week 42 t/m 43) 21-04-2012 t/m 28-04-2012 Hitnotering: (Week 44 t/m 45) 19-05-2012 t/m 25-05-2012 | Hitnotering: (Week 1 t/m 38) 24-01-1998 t/m 10-10-1998 Hitnotering: (Week 39 t/m 41) 24-10-1998 t/m 07-11-1998 Hitnotering: (Week 42 t/m 43) 21-04-2012 t/m 28-04-2012 Hitnotering: (Week 44 t/m 45) 19-05-2012 t/m 25-05-2012 | Hitnotering: (Week 1 t/m 38) 24-01-1998 t/m 10-10-1998 Hitnotering: (Week 39 t/m 41) 24-10-1998 t/m 07-11-1998 Hitnotering: (Week 42 t/m 43) 21-04-2012 t/m 28-04-2012 Hitnotering: (Week 44 t/m 45) 19-05-2012 t/m 25-05-2012 | Hitnotering: (Week 1 t/m 38) 24-01-1998 t/m 10-10-1998 Hitnotering: (Week 39 t/m 41) 24-10-1998 t/m 07-11-1998 Hitnotering: (Week 42 t/m 43) 21-04-2012 t/m 28-04-2012 Hitnotering: (Week 44 t/m 45) 19-05-2012 t/m 25-05-2012 | Hitnotering: (Week 1 t/m 38) 24-01-1998 t/m 10-10-1998 Hitnotering: (Week 39 t/m 41) 24-10-1998 t/m 07-11-1998 Hitnotering: (Week 42 t/m 43) 21-04-2012 t/m 28-04-2012 Hitnotering: (Week 44 t/m 45) 19-05-2012 t/m 25-05-2012 | Hitnotering: (Week 1 t/m 38) 24-01-1998 t/m 10-10-1998 Hitnotering: (Week 39 t/m 41) 24-10-1998 t/m 07-11-1998 Hitnotering: (Week 42 t/m 43) 21-04-2012 t/m 28-04-2012 Hitnotering: (Week 44 t/m 45) 19-05-2012 t/m 25-05-2012 | Hitnotering: (Week 1 t/m 38) 24-01-1998 t/m 10-10-1998 Hitnotering: (Week 39 t/m 41) 24-10-1998 t/m 07-11-1998 Hitnotering: (Week 42 t/m 43) 21-04-2012 t/m 28-04-2012 Hitnotering: (Week 44 t/m 45) 19-05-2012 t/m 25-05-2012 | Hitnotering: (Week 1 t/m 38) 24-01-1998 t/m 10-10-1998 Hitnotering: (Week 39 t/m 41) 24-10-1998 t/m 07-11-1998 Hitnotering: (Week 42 t/m 43) 21-04-2012 t/m 28-04-2012 Hitnotering: (Week 44 t/m 45) 19-05-2012 t/m 25-05-2012 | Hitnotering: (Week 1 t/m 38) 24-01-1998 t/m 10-10-1998 Hitnotering: (Week 39 t/m 41) 24-10-1998 t/m 07-11-1998 Hitnotering: (Week 42 t/m 43) 21-04-2012 t/m 28-04-2012 Hitnotering: (Week 44 t/m 45) 19-05-2012 t/m 25-05-2012 | Hitnotering: (Week 1 t/m 38) 24-01-1998 t/m 10-10-1998 Hitnotering: (Week 39 t/m 41) 24-10-1998 t/m 07-11-1998 Hitnotering: (Week 42 t/m 43) 21-04-2012 t/m 28-04-2012 Hitnotering: (Week 44 t/m 45) 19-05-2012 t/m 25-05-2012 | Hitnotering: (Week 1 t/m 38) 24-01-1998 t/m 10-10-1998 Hitnotering: (Week 39 t/m 41) 24-10-1998 t/m 07-11-1998 Hitnotering: (Week 42 t/m 43) 21-04-2012 t/m 28-04-2012 Hitnotering: (Week 44 t/m 45) 19-05-2012 t/m 25-05-2012 | Hitnotering: (Week 1 t/m 38) 24-01-1998 t/m 10-10-1998 Hitnotering: (Week 39 t/m 41) 24-10-1998 t/m 07-11-1998 Hitnotering: (Week 42 t/m 43) 21-04-2012 t/m 28-04-2012 Hitnotering: (Week 44 t/m 45) 19-05-2012 t/m 25-05-2012 | Hitnotering: (Week 1 t/m 38) 24-01-1998 t/m 10-10-1998 Hitnotering: (Week 39 t/m 41) 24-10-1998 t/m 07-11-1998 Hitnotering: (Week 42 t/m 43) 21-04-2012 t/m 28-04-2012 Hitnotering: (Week 44 t/m 45) 19-05-2012 t/m 25-05-2012 |
| Week: | 1 | 2 | 3 | 4 | 5 | 6 | 7 | 8 | 9 | 10 | 11 | 12 | 13 | 14 | 15 | 16 | 17 |
| --- | --- | --- | --- | --- | --- | --- | --- | --- | --- | --- | --- | --- | --- | --- | --- | --- | --- |
| Positie: | 14 | 1 | 1 | 1 | 1 | 1 | 1 | 1 | 1 | 2 | 2 | 2 | 1 | 2 | 1 | 1 | 1 |
| Week: | 18 | 19 | 20 | 21 | 22 | 23 | 24 | 25 | 26 | 27 | 28 | 29 | 30 | 31 | 32 | 33 | 34 |
| Positie: | 1 | 2 | 3 | 4 | 7 | 7 | 10 | 10 | 13 | 10 | 8 | 13 | 15 | 18 | 17 | 19 | 30 |
| Week: | 35 | 36 | 37 | 38 | | 39 | 40 | 41 | | 42 | 43 | | 44 | 45 | | | |
| Positie: | 41 | 41 | 35 | 50 | uit | 34 | 34 | 37 | uit | 86 | 80 | uit | 166 | 194 | uit | | |

### NPO Klassiek Filmmuziek Top 200
| Titanic in de NPO Klassiek Filmmuziek Top 200 | Titanic in de NPO Klassiek Filmmuziek Top 200 | Titanic in de NPO Klassiek Filmmuziek Top 200 | Titanic in de NPO Klassiek Filmmuziek Top 200 | Titanic in de NPO Klassiek Filmmuziek Top 200 | Titanic in de NPO Klassiek Filmmuziek Top 200 | Titanic in de NPO Klassiek Filmmuziek Top 200 |
| Jaar                                          | 2019                                          | 2021                                          | 2022                                          | 2023                                          | 2024                                          | 2025                                          |
| --------------------------------------------- | --------------------------------------------- | --------------------------------------------- | --------------------------------------------- | --------------------------------------------- | --------------------------------------------- | --------------------------------------------- |
| Positie                                       | 34                                            | 37                                            | 32                                            | 28                                            | 29                                            | 32                                            |